# Kirgistan na Letnich Igrzyskach Olimpijskich 2016
Kirgistan na Letnich Igrzyskach Olimpijskich w 2016 roku reprezentowało 19 zawodników w 6 dyscyplinach sportowych.

## Reprezentanci

### Boks
Zawodnicy zdobywają punkty kwalifikujące do udziału w Igrzyskach indywidualnie. Jeżeli prawo udziału w rozgrywkach wywalczy więcej niż dwóch zawodników prawo wyboru zawodnika ma Narodowy Komitet Olimpijski. Zawody w boksie odbywają się w systemie play-off. Zwycięstwo w turnieju olimpijskim przypada bokserowi, który odniósł cztery lub pięć zwycięstw. (w zależności od kategorii). Obojgu zawodnikom, który ponieśli porażkę w półfinałach zostaje przyznane trzecie miejsce.
Kirgistan reprezentowany był przez jednego olimpijczyka, który wywalczył sobie prawo do udziału w Olimpijskich Kwalifikacjach Azji i Oceanii w boksie w 2016 roku w Qian'an
| Zawodnik           | Konkurencja    | 1/32             | 1/16             | Ćwierćfinał      | Półfinał         | Finał            | Finał   |
| Zawodnik           | Konkurencja    | Przeciwnik Wynik | Przeciwnik Wynik | Przeciwnik Wynik | Przeciwnik Wynik | Przeciwnik Wynik | Pozycja |
| ------------------ | -------------- | ---------------- | ---------------- | ---------------- | ---------------- | ---------------- | ------- |
| Erkin Adyłbek uułu | Waga półciężka | Carrillo P 0–3   | NQ               | NQ               | NQ               | NQ               | 17.     |

### Judo
| Zawodnik           | Konkurencja    | 1/322                  | 1/16              | Ćwierćfinał        | Półfinał         | Repasaże         | Finał            | Finał   |
| Zawodnik           | Konkurencja    | Przeciwnik Wynik       | Przeciwnik Wynik  | Przeciwnik Wynik   | Przeciwnik Wynik | Przeciwnik Wynik | Przeciwnik Wynik | Pozycja |
| ------------------ | -------------- | ---------------------- | ----------------- | ------------------ | ---------------- | ---------------- | ---------------- | ------- |
| Otar Bestajew      | do 60 kg       | Abelrahman W 101–000   | Səfərov P 001–110 | NQ                 | NQ               | NQ               | NQ               | 9.      |
| Jurij Krakowieckij | powyżej 100 kg | Breitbarth 0 W 100-000 | Hammo W 111-000   | Tanrijew P 001-100 | NQ               | García P 000-100 | NQ               | 7.      |

### Lekkoatletyka
Mężczyźni
| Zawodnik     | Konkurencja | Finał   | Finał   |
| Zawodnik     | Konkurencja | Wynik   | Pozycja |
| ------------ | ----------- | ------- | ------- |
| Ilja Tiapkin | Maraton     | 2:23:19 | 86.     |

Kobiety
| Zawodnik            | Konkurencja | Finał         | Finał   |
| Zawodnik            | Konkurencja | Wynik         | Pozycja |
| ------------------- | ----------- | ------------- | ------- |
| Darja Masłowa       | 10000 m     | 31:36.90 (NR) | 19.     |
| Julija Andriejewa   | Maraton     | 2:40:34       | 59.     |
| Marija Korobickaja  | Maraton     | 2:47:53       | 94.     |
| Wiktorija Poljudina | Maraton     | 2:41:37       | 62.     |

### Pływanie
Do kolejnej rundy awansowali zawodnicy, którzy uzyskali najlepszy rezultat w swojej konkurencji (niezależnie od zajętego miejsca w swoim wyścigu).
Kirgistan wysłał dwóch zawodników dzięki otrzymaniu zaproszeń (jednego dla kobiety, drugiego dla mężczyzny) od Światowej Federacji Pływackiej.
| Zawodnik          | Konkurencja                      | Kwalifikacje | Kwalifikacje | Półfinał | Półfinał | Finał | Finał   |
| Zawodnik          | Konkurencja                      | Czas         | Pozycja      | Czas     | Pozycja  | Czas  | Pozycja |
| ----------------- | -------------------------------- | ------------ | ------------ | -------- | -------- | ----- | ------- |
| Djenis Pjetraszow | 200 m stylem klasycznym mężczyzn | 2:16,57      | 38.          | NQ       | NQ       | NQ    | NQ      |
| Darja Tałanowa    | 100 m stylem klasycznym kobiet   | 1:10,94      | 34.          | NQ       | NQ       | NQ    | NQ      |

### Podnoszenie ciężarów
| Zawodnik      | Konkurencja    | Rwanie | Rwanie  | Podrzut | Podrzut | Łącznie | Pozycja |
| Zawodnik      | Konkurencja    | Wynik  | Pozycja | Wynik   | Pozycja | Łącznie | Pozycja |
| ------------- | -------------- | ------ | ------- | ------- | ------- | ------- | ------- |
| Izzat Artykow | 69 kg mężczyzn | 151    | 5.      | 188     | 3.      | 339     | DSQ     |
| Żanył Okojewa | 48 kg kobiet   | 72     | 11.     | 97      | 8.      | 169     | 10.     |

### Zapasy
Mężczyźni stylem wolnym
| Zawodnik         | Konkurencja | Kwalifikacje     | 1/16               | Ćwierćfinał      | Półfinał         | Repasaże 1       | Repasaże 1       | Finał            | Finał   |
| Zawodnik         | Konkurencja | Przeciwnik Wynik | Przeciwnik Wynik   | Przeciwnik Wynik | Przeciwnik Wynik | Przeciwnik Wynik | Przeciwnik Wynik | Przeciwnik Wynik | Pozycja |
| ---------------- | ----------- | ---------------- | ------------------ | ---------------- | ---------------- | ---------------- | ---------------- | ---------------- | ------- |
| Magomied Musajew | 97 kg       | —                | Dordżchandyn W 3-0 | Andrijcew P 1-3  | NQ               | NQ               | NQ               | NQ               | 9.      |
| Ajaał Łazariew   | 125 kg      | —                | Baran P 1-3        | NQ               | NQ               | NQ               | NQ               | NQ               | 15.     |

Mężczyźni stylem klasycznym
| Zawodnik            | Konkurencja | Kwalifikacje     | 1/16             | Ćwierćfinał      | Półfinał         | Repasaż 1        | Repasaż 2        | Finał             | Finał   |
| Zawodnik            | Konkurencja | Przeciwnik Wynik | Przeciwnik Wynik | Przeciwnik Wynik | Przeciwnik Wynik | Przeciwnik Wynik | Przeciwnik Wynik | Przeciwnik Wynik  | Pozycja |
| ------------------- | ----------- | ---------------- | ---------------- | ---------------- | ---------------- | ---------------- | ---------------- | ----------------- | ------- |
| Arsen Eralijew      | 59 kg       | —                | Borrero P 1-3    | NQ               | NQ               | —                | Wang W 3-1       | Toshmurodov P 1-3 | 5.      |
| Rusłan Cariow       | 66 kg       | —                | Bin Isla P 0-3   | NQ               | NQ               | NQ               | NQ               | NQ                | 17.     |
| Dżanarbek Kendżejew | 85 kg       | Kudla P 0-3      | NQ               | NQ               | NQ               | NQ               | NQ               | NQ                | 15.     |
| Murat Ramonow       | 130 kg      | Siemionow P 1-3  | NQ               | NQ               | NQ               | NQ               | NQ               | NQ                | 11.     |

Kobiety stylem wolnym
| Zawodnik           | Konkurencja | Kwalifikacje     | 1/16             | Ćwierćfinał      | Półfinał         | Repasaż 1        | Repasaż 2        | Finał            | Finał   |
| Zawodnik           | Konkurencja | Przeciwnik Wynik | Przeciwnik Wynik | Przeciwnik Wynik | Przeciwnik Wynik | Przeciwnik Wynik | Przeciwnik Wynik | Przeciwnik Wynik | Pozycja |
| ------------------ | ----------- | ---------------- | ---------------- | ---------------- | ---------------- | ---------------- | ---------------- | ---------------- | ------- |
| Ajsułuu Tynybekowa | 58 kg       | —                | da Silva W 3-1   | Olli W 3-1       | Kobłowa P 1-3    | —                | —                | Malik P 1-3      | 5.      |